# Société Omnisports de l’Armée
Société Omnisports de l'Armée w skrócie SOA – iworyjski klub piłkarski grający w iworyjskiej pierwszej lidze, mający siedzibę w mieście Jamusukro.

## Sukcesy
- I liga[1]:
  - mistrzostwo (1): 2018/2019

- Puchar Wybrzeża Kości Słoniowej[2]:
  - zwycięstwo (1): 1996
  - finał (1): 2006

## Występy w afrykańskich pucharach
| Sezon     | Rozgrywki                 | Runda       | Kraj       | Klub                     | Dom | Wyjazd | Dwumecz          |
| --------- | ------------------------- | ----------- | ---------- | ------------------------ | --- | ------ | ---------------- |
| 1996      | Puchar CAF                | 1           | Benin      | AS Dragons FC de l’Ouémé | 2–0 | 1–0    | 3–0              |
| 1996      | Puchar CAF                | 2           | Tunezja    | Étoile Sportive du Sahel | 2–1 | 1–3    | 3–4              |
| 1997      | Puchar Zdobywców Pucharów | 1           | Kongo      | Vita Club Mokanda        | 2–1 | 0–0    | 2–1              |
| 1997      | Puchar Zdobywców Pucharów | 2           | Zair       | AS Dragons               | –   | –      | walkower dla SOA |
| 1997      | Puchar Zdobywców Pucharów | ćwierćfinał | Reunion    | SS Saint-Louisienne      | 3–1 | 0–2    | 3–3              |
| 1998      | Puchar CAF                | 1           | Benin      | Energie FC               | 5–1 | 3–0    | 8–1              |
| 1998      | Puchar CAF                | 2           | Tunezja    | Club Sportif Sfaxien     | 0–0 | 1–3    | 1–3              |
| 2009      | Puchar Konfederacji       | wstępna     | Liberia    | Mighty Barolle           | 2–1 | 2–0    | 4–1              |
| 2009      | Puchar Konfederacji       | 1           | Angola     | Recreativo Libolo        | 0–1 | 3–5    | 3–6              |
| 2019/2020 | Liga Mistrzów             | wstępna     | Mauretania | FC Nouadhibou            | 0–0 | 0–1    | 0–1              |

## Stadion
Domowe mecze klub rozgrywa na stadionie o nazwie Stade de Yamoussoukro w Jamusukro, który może pomieścić 40 000 widzów.

## Reprezentanci kraju grający w klubie od 2008 roku
Stan na styczeń 2023.
| - Roger Assalé - Ibrahima Diaby - Lamine Diakité - Aboubacar Doumbia - Simon Kangoh - Guyan Kanté - Aké Loba - Brou Manassé N’Goh - Lamine Sogodogo | - Yaya Sogodogo - Abakar Sylla - Ira Eliezer Tapé - Éric Toh - Mohamed Zoungrana - Djomagan Fofana - Patrick Malo - Abdoul Nikièma - Soumaïla Ouattara |